# まんがタウンオリジナル
『まんがタウンオリジナル』は、かつて双葉社が発行していた日本の4コマ漫画雑誌。略称はタウオリ。『まんがタウン』の増刊として2002年11月に創刊、最終号（2006年9月号）まで増刊扱いのままであった。原則として毎月20日に発売されていた（但し、地域によっては発売日が異なることがあった）。B5判、中綴じである。

## 主な内容
4コマ漫画が多い。2005年1月号と10月号で、ロゴ変更を伴うリニューアルを2回行い、2回目のリニューアルでは休刊した4コマ漫画誌『もえよん』からの移籍があり、雑誌のカラーがやや萌え系にシフトした。自社から出る雑誌・単行本の紹介は他の雑誌でもよくあるが、この雑誌ではそのほかに月替わりで連載作家陣による体験漫画も別にあった。
なお、休刊後の各連載は一部が終了し、その他は『まんがタウン』『コミックハイ!』「ケータイまんがタウン」『週刊大衆』（いずれも双葉社）へ移行。

## 最終号時点の主な作品
- 派遣戦士 山田のり子（たかの宗美）→『まんがタウン』での並行連載のみ継続
- うちの大家族（重野なおき）→『まんがタウン』での並行連載は継続、『コミックハイ!』で連載開始
- ミルククラウンの王子様（小池田マヤ）→『まんがタウン』移行、『不思議くんJAM』に改題（作品後期に登場した転校生「石狩不思議」が主人公のスピンオフ）
- かりあげクン（植田まさし）→『まんがタウン』『週刊大衆』に移行
- ご神木童子 くすのぼん（南ひろこ）→「ケータイまんがタウン」に移行
- ごんべさんのごはん（胡桃ちの）→「ケータイまんがタウン」に移行
- セレブリティ麗子さん（神奈川のりこ）→『まんがタウン』移行
- ちっちゃいナース（荻野眞弓）→『まんがタウン』移行
- 子連れ☆おおがみ（関根亮子）→『まんがタウン』移行
- OL狂騒曲外伝 お気楽ドンナ（岡田がる）→終了
- 花やか梅ちゃん（師走冬子）→『まんがタウン』移行
- チワ（たかはしけんじ）→『まんがタウン』移行
- はるうらら（たかまつやよい）→『まんがタウン』移行
- 男爵校長（ÖYSTER）→『コミックハイ!』移行
- ふるーつメイド（寺本薫）→「ケータイまんがタウン」に移行
- ルームメイツ☆パニック（いでえいじ）→終了
- 桜田だもん（唯洋一郎）→終了
- 阿佐ヶ谷あけぼの探偵社（夏目けいじ）→終了
- 中華なOLめいみん。（高田ミレイ）→『まんがタウン』移行
- とっても豆太郎（さかもとみゆき）→終了
- すてきなムコさま（富永ゆかり）→『まんがタウン』移行
- みらいのあったかカップ（真島悦也）→終了
- 突撃!第二やまぶき寮（岩崎つばさ）→『まんがタウン』移行
- 微分・積分・いい気分（松本蜜柑）→終了
- ほほかベーカリー（ボマーン）→『まんがタウン』移行
- かっちゃんとアニキさん（あっきう）→終了
- 兄妹円満（小笠原朋子）→「ケータイまんがタウン」に移行
- スットコ図書館（刻田門大）→「ケータイまんがタウン」に移行
- シスコなふたり（後藤羽矢子） = 不定期ゲスト→『まんがタウン』にゲスト掲載を経て正式連載
- だめよめにっき（私屋カヲル） = 不定期ゲスト→『まんがタウン』に正式連載として移行

## 表紙の変遷
いくつかの漫画のキャラがカットで描かれており、巻頭に来る漫画のキャラクターによる絵がメイン扱いで一番大きい。創刊号（2002年12月号）は「かりあげクン」（植田まさし）がメインで、脇を「BARレモン・ハート」（古谷三敏）が飾っていた。その後「派遣戦士 山田のり子」（たかの宗美）が長期間にわたってメインだったが、2005年10月号のリニューアルを境にメインが固定されなくなった。
| 年/月 | 作品名                 | 作者名     | 備考       |
| ----- | ---------------------- | ---------- | ---------- |
| 05/10 | だめよめにっき         | 私屋カヲル | ※ゲスト    |
| 05/11 | シスコなふたり         | 後藤羽矢子 | ※ゲスト    |
| 05/12 | うちの大家族           | 重野なおき |            |
| 06/01 | 派遣戦士 山田のり子    | たかの宗美 |            |
| 06/02 | 派遣戦士 山田のり子    | たかの宗美 |            |
| 06/03 | ミルククラウンの王子様 | 小池田マヤ | ※ゲスト    |
| 06/04 | うちの大家族           | 重野なおき |            |
| 06/05 | シスコなふたり         | 後藤羽矢子 | ※ゲスト    |
| 06/06 | ミルククラウンの王子様 | 小池田マヤ | ※連載1回目 |
| 06/07 | うちの大家族           | 重野なおき |            |
| 06/08 | 派遣戦士 山田のり子    | たかの宗美 |            |
| 06/09 | 派遣戦士 山田のり子    | たかの宗美 | ※最終号    |

メインを毎月変更するのは表紙・巻頭を一定期間固定する慣習のある4コマ誌としては異例であるが、加えて『派遣 ~ 』『 ~ 大家族』以外不定期掲載のゲストであるということも特筆すべき点（『ミルククラウン ~ 』は1回目のメインはゲスト。2回目から連載）だった。

## 兄弟誌
- まんがタウン（毎月5日発売）